# Lijst van voorzitters van het Magnatenhuis
Dit is een lijst van voorzitters van het Magnatenhuis, het hogerhuis van de Rijksdag van het Koninkrijk Hongarije van 1867 tot 1918 en van 1927 tot 1945.
Ten tijde van de Democratische Republiek Hongarije werd het Magnatenhuis vervangen door de Hongaarse Nationale Raad. Tijdens de Hongaarse Radenrepubliek werd deze vervangen door de Nationale Vergadering van Raden. Tussen 1920 en 1927, ten tijde van het Koninkrijk Hongarije, was het Hongaars parlement vervolgens een eenkamerparlement. In 1927 werd het Magnatenhuis echter opnieuw opgericht en bestond tot 1945.

## Oostenrijk-Hongarije
 Oppositiepartij

 Deák-partij - Liberale Partij - Nationale Arbeidspartij

 Nationale Grondwetpartij
| Nr.  | Voorzitter | Voorzitter                         | Ambtstermijn      | Ambtstermijn      | Partij                   | Partij |
| ---- | ---------- | ---------------------------------- | ----------------- | ----------------- | ------------------------ | ------ |
| 1    |            | György Majláth sr. (1786–1861)     | 25 juni 1848      | 31 december 1848  | Conservatieve Partij     |        |
| 2    |            | Zsigmond Perényi sr. (1783–1849)   | 1 januari 1849    | 11 augustus 1849  | Oppositiepartij          |        |
| 3    |            | György Apponyi (1808-1899)         | 6 april 1861      | 22 augustus 1861  | Conservatieve Partij     |        |
| 4    |            | Pál Sennyey (1822-1888)            | 9 december 1865   | 22 maart 1867     | Deák-partij              |        |
| 5    |            | György Majláth jr. (1818-1883)     | 22 maart 1867     | 29 maart 1883     | Conservatieve Partij     |        |
| 6    |            | László Szőgyény-Marich (1806-1883) | 25 mei 1883       | 7 december 1884   | Liberale Partij          |        |
| (4)  |            | Pál Sennyey (1822-1888)            | 16 december 1884  | 3 januari 1888    |                          |        |
| 7    |            | Miklós Vay (1802-1894)             | 17 januari 1888   | 13 mei 1894       |                          |        |
| 8    |            | József Szlávy (1818-1900)          | 16 september 1894 | 3 oktober 1896    | Liberale Partij          |        |
| 9    |            | Vilmos Tóth (1832-1898)            | 22 november 1896  | 14 juni 1898      | Liberale Partij          |        |
| 10   |            | Tibor Károlyi (1843-1904)          | 17 juni 1898      | 2 oktober 1900    | Liberale Partij          |        |
| 11   |            | Albin Csáky (1841-1912)            | 2 oktober 1900    | 19 februari 1906  | Liberale Partij          |        |
| 12   |            | Aurél Dessewffy (1846-1928)        | 17 mei 1906       | 10 februari 1910  |                          |        |
| (11) |            | Albin Csáky (1841-1912)            | 18 juni 1910      | 21 september 1912 | Nationale Arbeidspartij  |        |
| 13   |            | Sámuel Jósika (1848-1923)          | 21 september 1912 | 19 juni 1917      | Nationale Arbeidspartij  |        |
| 14   |            | Endre Hadik-Barkóczy (1862-1931)   | 19 juni 1917      | 22 juni 1918      | Nationale Grondwetpartij |        |
| 15   |            | Gyula Wlassics (1852-1937)         | 22 juni 1918      | 16 november 1918  | Nationale Grondwetpartij |        |

## Koninkrijk Hongarije (1920-1946)
| Nr. | Voorzitter           | Ambtstermijn    | Ambtstermijn    |
| --- | -------------------- | --------------- | --------------- |
| 1   | Gyula Wlassics       | 31 januari 1927 | 8 maart 1935    |
| 2   | Bertalan Széchényi   | 1 mei 1935      | 3 juni 1943     |
| 3   | Zsigmond Perényi jr. | 23 oktober 1943 | 3 november 1944 |
| 4   | Jenő Rátz            | 8 november 1944 | 28 maart 1945   |